# 波多馬克 (伊利諾伊州)
波多馬克（英語：Potomac）是位於美國伊利諾伊州弗米利恩縣的一個村落。

## 地理
波多馬克的座標為40°18′18″N 87°48′02″W / 40.30500°N 87.80056°W，而該地最高點為海拔高度204米（即669英尺）。

## 人口
根據2010年美國人口普查的數據，波多馬克的面積為1.25平方千米，當中陸地面積為1.25平方千米，而水域面積為0.00平方千米。當地共有人口750人，而人口密度為每平方千米600人。